# Yuzuru Hanyū
Yuzuru Hanyū (羽生 結弦 Hanyū Yuzuru?,  Sendai, prefectura de Miyagi, 7 de diciembre de 1994) es un patinador japonés, doble campeón olímpico en Sochi 2014 y Pieonchang 2018 en patinaje artístico y doble campeón mundial de 2014 y 2017. Ha sido campeón del Grand Prix de patinaje artístico sobre hielo desde 2013 hasta 2016, y seis veces campeón nacional japonés en 2012, 2013, 2014, 2015, 2020 y 2021. Se convirtió en el más joven ganador de los juegos olímpicos desde Dick Button en 1948, y el primer asiático en ganar el oro olímpico en patinaje masculino. En 2020 ganó la final de Cuatro Continentes, convirtiéndose en el único patinador masculino solitario en la historia en ganar todos los torneos a nivel junior y senior. En la final del Gran Prix de Barcelona 2015 alcanzó el récord mundial hasta la fecha en el programa corto y puntuación total. Hanyu se convirtió en el primer patinador en la historia en completar un cuádruple loop  en una competición. Yuzuru Hanyu es, además, el primer patinador en completar un cuádruple Axel en competición certificado por la ISU, esto fue durante su programa largo o programa libre en los Juegos olímpicos de Beijing 2022. Es el único patinador que ha ganado cuatro veces consecutivas la final del Grand Prix.
En la primera edición de los ISU Skating Awards 2020 fue galardonado con el premio de: "Patinador más valioso". 
Considerado como uno de los patinadores artísticos más grandes, Hanyu ha batido récords mundiales diecinueve veces, la mayor cantidad de veces entre los patinadores individuales desde la introducción del Sistema de Evaluación de la ISU en 2004. Tiene el récord mundial actual para el programa corto, además de los récords mundiales históricos para los tres segmentos de la era anterior a la temporada 2018-19. Es el primer hombre que ha roto la barrera de los 100 puntos en el programa corto de los hombres, la barrera de los 200 puntos en el patinaje libre de los hombres y la barrera de los 300 puntos en la puntuación total combinada[cita requerida].
El 19 de julio de 2022, Hanyu anunció su retiro del patinaje competitivo, aunque seguirá participando en shows, exhibiciones y giras como patinador profesional.

## Biografía
Nació y creció en la ciudad de Sendai, en la prefectura de Miyagi. Cursó sus estudios en la Tohoku High School. Durante el terremoto de Tohoku de 2011 su casa sufrió daños y la pista de patinaje en la que entrenaba quedó destruida. Se trasladó a Yokohama y Hachinohe hasta la reapertura de la pista de patinaje en su ciudad natal. Actualmente se entrena en el Toronto Cricket Curling and Skating Club en Toronto. En 2013, Hanyu se graduó de la Tohoku High School y luego ingresó en un programa de e-school sobre Ciencia de la Información Humana en la Universidad de Waseda. Durante la transmisión del programa benéfico 24-Hour Television de NTV en agosto de 2020, se reveló que su tesis de graduación resume cuánta tecnología de captura de movimiento 3D se puede usar en el patinaje artístico y cuáles son las perspectivas. Un área de investigación que hizo fue registrar y analizar su movimiento mientras realizaba el salto Axel fuera del hielo, que espera se pueda utilizar para mejorar las habilidades de los atletas e IA para arbitrar. Se graduó oficialmente de la universidad en septiembre de 2021, pero no pudo asistir a la ceremonia debido a la pandemia de COVID-19 en Japón.

## Carrera

### Inicios
Empezó a patinar a la edad de cuatro años acompañando a su hermana mayor, que acudía a las clases del patinador olímpico Sano Minoru. En el año 2002, cuando tenía siete años, se sintió deslumbrado por la figura del patinador ruso Evgeni Plushenko en los Juegos Olímpicos de Salt Lake City. Sus saltos cuádruples y su pirueta Biellman lo impresionaron de tal forma que empezó a imitarlo e incluso se cortó el pelo como Plushenko. Compitió por primera vez a nivel nacional en la temporada 2004-2005 y ganó la medalla de oro en el campeonato de Japón, con Nanami Abe como entrenadora. Durante esta temporada la pista de patinaje donde se entrenaba cerró debido a problemas financieros y tuvo que reducir su tiempo de entrenamiento.

### Etapa como júnior

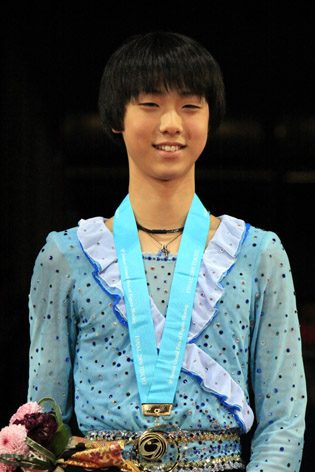
Yuzuru Hanyu en el pódium del Grand Prix Júnior de 2009

En la temporada 2008-2009 empezó a competir en la categoría júnior, a los 14 años de edad. En esta la temporada siguiente ganó los dos campeonatos puntuables para el Grand Prix Júnior en Croacia y Polonia y alcanzó la calificación más alta para la Final del Grand Prix, donde obtuvo la medalla de oro. También ganó el campeonato  de Japón Júnior y el campeonato Mundial Júnior, tras acabar tercero en el programa corto y primero en el programa libre con 216.10 puntos, su mejor puntuación a aquella fecha.

### Etapa como sénior

#### Temporada 2010–11
Hanyu anunció que pasaría a la categoría sénior en la temporada 2010-2011. Para el Grand Prix, compitió en el Trofeo NHK y en la Copa de Rusia. En su debut en el Trofeo NHK acabó en quinto lugar en el programa corto con 69.31 puntos; en el programa libre ejecutó su primer cuádruple toe loop en una competición, consiguiendo el cuarto puesto con 138.41 puntos. Se situó cuarto en la competición con el total de 207.72 puntos. Hanyu acabó séptimo  en la Copa de Rusia.
En los campeonatos de Japón fue segundo en el programa corto pero falló en el ejercicio libre y descendió a la cuarta posición.  Fue seleccionado para competir en el Campeonato de los Cuatro Continentes, donde ganó la medalla de plata superando su marca personal.
Hanyu se encontraba patinando en Sendai cuando se produjo el terremoto de Tohoku que golpeó  a la ciudad y la región. Su lugar de entrenamiento quedó destruido y tuvo que desplazarse a Yokohama y Hachinohe hasta su reapertura. Durante este tiempo participó en sesenta espectáculos sobre hielo junto a otros patinadores para recaudar fondos para las víctimas.

#### Temporada 2011–12

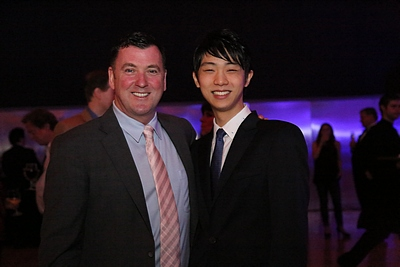
Yuzuru y su entrenador desde 2012 Brian Orser

Hanyu empezó la temporada 2011-12 con una victoria en el Trofeo Nebelhorn donde acabó primero en el programa corto y en el libre y obtuvo una puntuación total de 226.26 puntos. Participó en el Grand Prix compitiendo en la Copa de China y en la Copa Rostelecom. Acabó cuarto en la Copa de China y ganó la Copa Rostelecom con una nueva marca personal, calificándose para su primera final del Gran Prix donde alcanzó la cuarta plaza. Esa misma temporada ganó la medalla de bronce en el Campeonato Nacional de Japón. Debutó en el Campeonato Mundial; ganó la medalla de bronce con la séptima posición en el programa corto, la segunda en el programa libre y un total de 251.06 puntos, detrás de Patrick Chan y Daisuke Takahashi.
En abril de 2012, Hanyu dejó a su entrenadora Nanami Abe y empieza a entrenarse con el excampeón canadiense Brian Orser. Como Hanyu todavía asistía a la escuela en Sendai, debía hacer frecuentes viajes a Toronto donde tiene la sede de entrenamiento Brian Orser. Al acabar el curso escolar, se trasladó a Canadá permanentemente, e inició estudios en la Universidad de Waseda a distancia.

#### Temporada 2012–13
Empezó la temporada con una victoria en el Trofeo de Finlandia. En esta competición realizó dos saltos cuádruples en el programa libre, el toe loop y salchow. Ganó la medalla de plata en la primera competición de la serie del Grand Prix, Skate America; la puntuación de su programa corto (95.07) supuso un nuevo récord mundial, que volvió a superar en su segunda competición de la serie, el Trofeo NHK con 95.32 puntos. Se clasificó para la final del Grand Prix de Sochi y quedó segundo.
En diciembre consigue su primer título nacional en el Campeonato de Japón después de acabar primero en el programa corto y segundo en el libre. Ganó la medalla de plata en el Campeonato de los Cuatro continentes, con el primer puesto  en el programa corto y tercero en el programa libre. En el campeonato mundial consiguió la cuarta plaza.

#### Temporada 2013–14

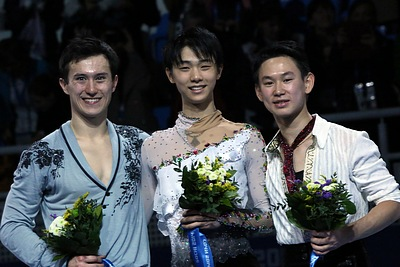
Ceremonia de entrega de medallas de Sochi

Hanyu ganó por segunda vez consecutiva el Trofeo de Finlandia tras ganar tanto el  programa libre como el corto. Obtuvo la medalla de plata en los dos eventos puntuables para el Gran Prix Final, Skate Canada international y el Trofeo Eric Bompard clasificándose para la Final en Fukuoka donde fue vencedor con un nuevo récord mundial en el programa corto (99.84 puntos) y su mejor marca en el programa libre tras batir al favorito, el canadiense Patrick Chan. 
En diciembre se proclamó campeón de Japón por segundo año.  En las Olimpiadas de Sochi realizó  el programa corto en la competición por equipos y consiguió 10 puntos para el equipo de Japón, que terminó quinto. En la competición individual obtuvo 101.45 puntos en el programa corto y 178.64 en el programa libre, convirtiéndose en el primer ganador japonés de una medalla de oro olímpica en patinaje masculino y el campeón más joven desde Dick Button, que ganó en 1958 con 18 años. Hanyu completó la temporada con una victoria en el Campeonato Mundial, celebrado en la ciudad de Saitama donde superó a Tatsuki Machida en el cómputo final por 0.33 puntos. Es el primer patinador desde Alexei Yagudin que ganó las olimpiadas, el mundial y la final del Gran Prix en la misma temporada.

#### Temporada 2014–15
En el Grand Prix de la temporada 2014-15, Hanyu fue seleccionado para competir en la Copa de China y en el Trofeo NHK. En la Copa de China fue segundo en el programa corto. Durante el calentamiento para el programa libre, sufrió una colisión con el patinador chino Yan Han. Decidió competir y consiguió situarse en la segunda plaza, a pesar de sus lesiones en la cabeza y el mentón, que requirieron puntos de sutura. En el Trofeo NHK aún no había alcanzado su mejor forma y acabó quinto en el programa corto, tercero en el libre, y cuarto en la clasificación general, lo que fue suficiente para conseguir una plaza en la final del Gran Prix. Ganó la Final con primeros puestos tanto en el programa corto como en el libre.
En el Campeonato Nacional de Japón obtuvo su tercera victoria consecutiva. Tras la gala, sufrió un dolor abdominal que fue diagnosticado como un problema en la vejiga relacionado con el uraco. Fue hospitalizado durante dos semanas para operarse y no pudo volver a entrenar hasta un mes más tarde. En febrero se lesionó la rodilla y tuvo que descansar durante otras dos semanas. Compitió en el campeonato mundial, donde ganó en el programa libre pero acabó segundo detrás de Javier Fernández.

#### Temporada 2015–16

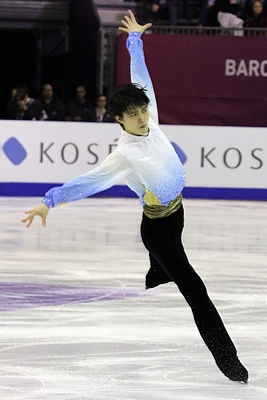
Gran Prix Final 2015.

Para la serie del Gran Prix de la temporada 2015-16, participó en Skate Canada y en el Trofeo NHK. En Skate Canada  acabó sexto en el programa corto y segundo en el libre, cuatro puntos por detrás de Patrick Chan y obtuvo la medalla de plata. En el Trofeo NHK estableció nuevos récords mundiales  en el programa corto (106.33 puntos), en el programa libre (216.70 puntos) y en el cómputo total (322.40 puntos). No falló en ningún elemento de los dos programas. En la final del Grand Prix volvió a realizar dos programas perfectos y batió de nuevo su propio récord con 110.95 puntos en el programa corto, 219.48 puntos en el programa libre y 330.43 en el cómputo final. El margen sobre el segundo clasificado (Javier Fernández) fue de 37.48 puntos. En diciembre consiguió su cuarto título consecutivo en el Campeonato Nacional de Japón ganando en ambos programas. Para poder concentrarse en la preparación para el Campeonato del Mundo, renunció a participar en el Trofeo de los Cuatro continentes.
En el Campeonato Mundial volvió a realizar un ejercicio limpio en el programa corto, y logró 110.56 puntos. Sin embargo, tuvo fallos en el programa libre, en el que también redujo el nivel de dificultad, y terminó en segundo lugar detrás de Javier Fernández. En abril se anunció que  Hanyu sufría de una lesión en el ligamento del pie derecho desde principios de la temporada y que había empeorado en enero, lo que motivó los cambios en el programa libre.

#### Temporada 2016–17
Durante el tiempo que duró su lesión Hanyu siguió preparándose en Canadá. Compitió en el Autumn Classic International ganando el oro y convirtiéndose en el primer patinador que realizaba un cuádruple loop en una competición. En su primera competición de la serie del Grand Prix, Skate Canadá, se clasificó segundo con la cuarta plaza en el programa corto y la primera en el programa libre; en el Trofeo NHK ganó el oro. Ganó también la Final, convirtiéndose en el único patinador hasta la fecha en ganar esta competición cuatro veces consecutivas. Días antes del Campeonato Nacional de Japón se anunció que no participaría debido a una gripe.
En febrero, participó en el Campeonato de los cuatro continentes de patinaje artístico sobre hielo de Gangneung en Corea del Sur, con el objetivo de conocer el medio en el que se desarrollarían los Juegos Olímpicos de invierno de 2018. En el programa corto quedó tercero por un fallo en la combinación de saltos de su ejercicio. Ganó el programa libre tras introducir algunas modificaciones en el ejercicio, pero no pudo superar la ventaja que le llevaba Nathan Chen, que competía con cinco saltos cuádruples, y quedó segundo en la clasificación general. En el Campeonato del Mundo fue quinto en el programa corto, pero remontó hasta la primera posición con un programa libre y estableció una nueva plusmarca mundial con 223,20 puntos.

#### Temporada 2017–18
La temporada 2017-18 fue turbulenta para Hanyu debido a que sufrió una lesión en noviembre de 2017, la que lo mantuvo fuera del hielo por dos meses y le impidiera competir por tres meses, en medio de sus preparaciones para los Juegos Olímpicos. A pesar de haber participado únicamente en tres eventos, logró  establecer un nuevo récord mundial para el programa corto, ejecutar su primer cuádruple lutz en una competición y defender su título olímpico.

##### Juegos Olímpicos de 2018

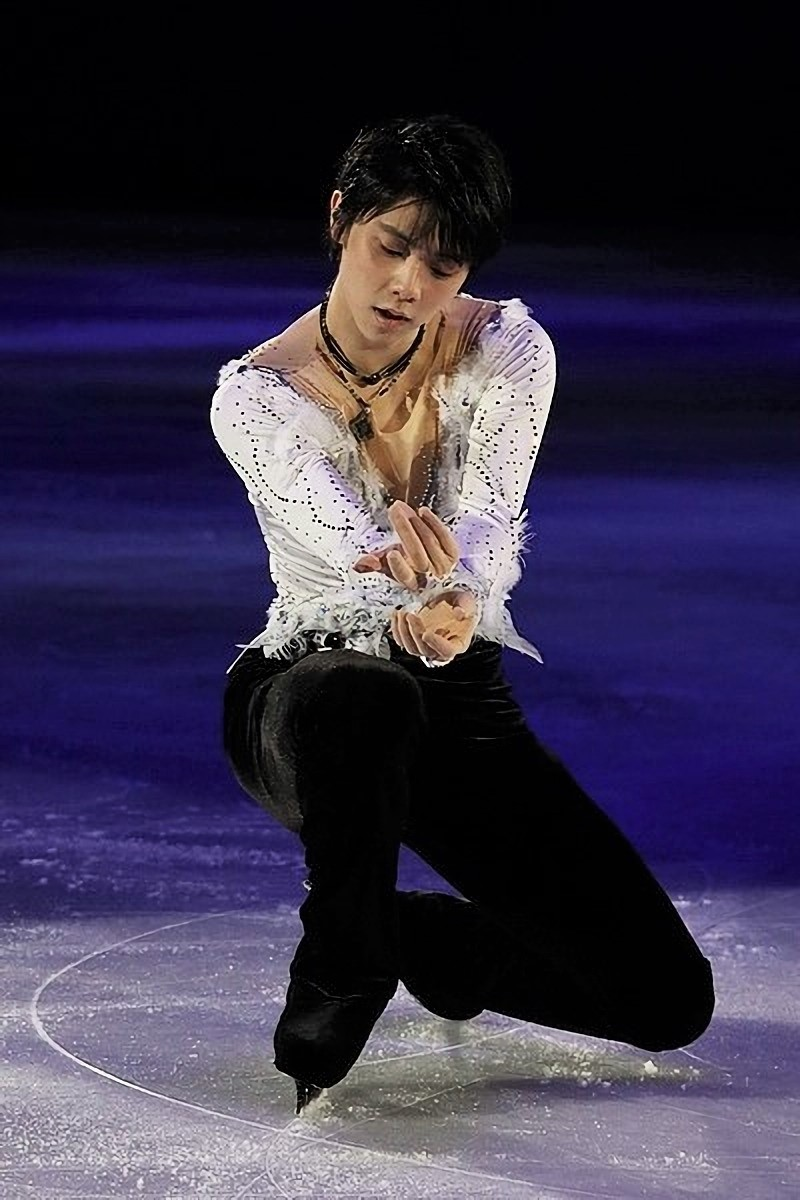
Hanyu en la gala de exhibición de los Juegos Olímpicos de Invierno de 2018

Hanyu llegó a Corea del Sur el 11 de febrero, acompañado por su equipo de seguridad en medio de una intensa cobertura mediática.Sus sesiones de práctica fueron objeto de escrutinio mediático por lo que asistieron cientos de reporteros. En una conferencia de prensa ofrecida por Hanyu el 13 de febrero reveló que había estado fuera del hielo hasta enero, y había empezado a ejecutar saltos triples solamente durante tres semanas antes de la competición, y cuádruples dos semanas antes, y que aún no había decidido qué elementos técnicos usaría para el evento.
El 1 de junio de 2018 se anunció que Hanyu recibiría el People's Honour Award, un reconocimiento del gobierno entregado por el Primer ministro de Japón. Hanyu es el más joven en recibir esta mención desde su creación en 1977, y es el primer patinador artístico en recibirlo. Yoshihide Suga, el Secretario del Gabinete, afirmó que el premio fue otorgado a Hanyu en apreciación a su «logro histórico» que «le dio sueños y emoción a las personas, y esperanza y valor a la sociedad».

#### Temporada 2018–2019
En agosto de 2018, Hanyu anunció que para la próxima temporada su programa corto sería «Otoñal», por Raúl di Blasio y coreografiado por Jeffrey Buttle. Su programa libre, titulado «Origin» por Hanyu, incluiría «Art on Ice» y «Magic Stradivarius» de Edvin Marton, y sería coreografiado por Shae-Lynn Bourne. El primero es un tributo al programa libre de Johnny Weir de la temporada 2004-05 mientras que el último es un homenaje al programa «Tribute to Nijinsky» de Evgeni Plushenko, que usó durante la temporada 2003-04. Sobre escoger música usada previamente por sus ídolos del patinaje, Hanyu remarcó estar «satisfecho que como resultado (de mi éxito en los Juegos Olímpicos) me he liberado de la presión de obtener buenos resultados. Pienso, y siento, que puedo patinar para mí mismo de ahora en adelante. Quiero regresar a mis orígenes en el patinaje».
Las competiciones para la temporada 2018-19 del Grand Prix en las que compitió Hanyu fueron el Grand Prix de Helsinki y la Copa Rostelecom. Tras ganar el oro en ambas pruebas y clasificar a la Final del Grand Prix de 2018-2019, en noviembre de 2018 se dio de baja por una lesión. Su participación en el Campeonato Mundial de Patinaje de 2019 lo dejó en el tercer puesto del programa corto con 206.10 puntos, con un segundo lugar en el programa libre, logró un total de 300.97 puntos y ganó la medalla de plata.

## Técnica y saltos
Es el primer patinador que realiza un loop cuádruple (4Lo) en competición. 
Entre sus mejores Saltos encontramos al Triple Axel (3A) con un back counter de entrada. 
Introdujo recientemente una secuencia de Saltos en extremo complicado de un Cuádruple Toe Loop más un Triple Axel (4T+3A+Seq)
En 2019 se convirtió en el primer patinador en realizar una secuencia de saltos (4T+1Eu+3F) en el programa libre, convirtiéndose en el elemento de mayor valor de la historia. 
También es el primer patinador en intentar saltar un 4A, siendo certificado en los Juegos Olímpicos.

## Programas

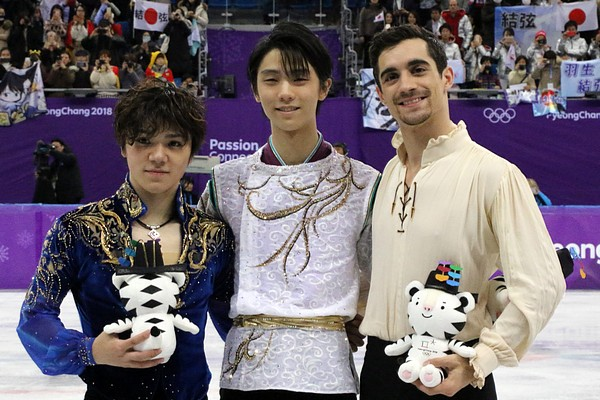
Hanyū (centro) junto a Fernández y Uno, en Pieonchang 2018.

| Temporada   | Programa corto | Programa libre | Programa de exhibición |
| ----------- | --- | --- | --- |
| 2020 - 2021 | - Let Me Entertain You por Robbie Williams Coreografía por Jeffrey Buttle                                                             | - Heaven & Earth (de la serie de televisión Ten to Chi to) por Isao Tomita Coreografía por Shae-Lynn Bourne                                                                                            | - Haru yo Koi por Shinya Kiyozuka Coreografía por David Wilson |
| 2019 - 2020 | - Balada n.º 1 (Chopin) por Frederic Chopin Coreografía por Jeffrey Buttle - Otoñal por Raúl di Blasio Coreografía por Jeffrey Buttle | - Seimei (de la película Onmyoji) por Shigeru Umebayashi Coreografía por Shae-Lynn Bourne Origin: - Art on Ice por Edvin Marton - Magic Stradivarius por Edvin Marton Coreografía por Shae-Lynn Bourne | - Hope and Legacy (remix) de Joe Hisaishi Coreografía por Shae-Lynn Bourne - Seimei (de la película Onmyoji) por Shigeru Umebayashi Coreografía por Shae-Lynn Bourne - Notte stellata (The Swan) de Tony Renis, Camille Saint-Saëns por Il Volo Coreografía por David Wilson - Haru yo Koi por Shinya Kiyozuka Coreografía por David Wilson - Parisienne Walkways por Gary Moore Coreografía por Jeffrey Buttle |
| 2018 - 2019 | - Otoñal por Raúl di Blasio Coreografía por Jeffrey Buttle                                                                            | Origin: - Art on Ice por Edvin Marton - Magic Stradivarius por Edvin Marton Coreografía por Shae-Lynn Bourne                                                                                           | - Haru yo Koi por Shinya Kiyozuka Coreografía por David Wilson |
| 2017 - 2018 | - Balada n.º 1 (Chopin) por Frederic Chopin Coreografía por Jeffrey Buttle                                                            | - Seimei (de la película Onmyoji) por Shigeru Umebayashi Coreografía por Shae-Lynn Bourne | - Notte stellata (The Swan) de Tony Renis, Camille Saint-Saëns por Il Volo Coreografía por David Wilson |
| 2016 - 2017 | - Let's go crazy de Prince Coreografía por Jeffrey Buttle                                                                             | - Hope and Legacy (remix) de Joe Hisaishi Coreografía por Shae-Lynn Bourne | - Notte stellata (The Swan) de Tony Renis, Camille Saint-Saëns por Il Volo Coreografía por David Wilson |
| 2015 - 2016 | - Balada n.º 1 (Chopin) por Frederic Chopin Coreografía por Jeffrey Buttle                                                            | - Seimei (de la película Onmyoji) por Shigeru Umebayashi Coreografía por Shae-Lynn Bourne | - The Final Time Traveler de Sarah Alainn Coreografía por Kenji Miyamoto - Hana wa Saku de Fumiya Sashida Coreografía por Nanami Abe - Requiem of Heaven and Earth por Yasunobu Matsuo Coreografía por Kenji Miyamoto |
| 2014 - 2015 | - Balada n.º 1 (Chopin) por Frederic Chopin Coreografía por Jeffrey Buttle                                                            | - El fantasma de la ópera por Andrew Lloyd Webber Coreografía por Shae-Lynn Bourne | - Hello, I Love You por The Doors remix de Adam Freeland Coreografía por Kurt Browning - Believe por Che'Nelle Coreografía por Kenji Miyamoto - Vertigo por U2 - Parisienne Walkways by Gary Moore Coreografía por Jeffrey Buttle - The Final Time Traveler por Sarah Alainn Coreografía por Kenji Miyamoto - Hana wa Saku por Fumiya Sashida Coreografía por Nanami Abe |
| 2013 - 2014 | - Parisienne Walkways por Gary Moore Coreografía por Jeffrey Buttle                                                                   | - Romeo y Julieta por Nino Rota Coreografía por David Wilson | - Hana Ni Nare por Fumiya Sashida Coreografía por Kenji Miyamoto - Kissing You (de Romeo + Juliet) por Craig Armstrong - Escape (de Plunkett & Macleane) por Craig Armstrong Coreografía por Nanami Abe - White Legend (de El lago de los cisnes) por Piotr Ilich Chaikovski interpretado por Ikuko Kawai Coreografía por Nanami Abe - Story por Al Coreografía por Kenji Miyamoto - Notre-Dame de Paris por Riccardo Cocciante Coreografía por David Wilson - Étude in D-sharp minor, Op. 8, n.º 12 por Aleksandr Skriabin Coreografía por Nanami Abe |
| 2012 - 2013 | - Parisienne Walkways por Gary Moore Coreografía por Jeffrey Buttle                                                                   | - Notre-Dame de Paris por Riccardo Cocciante Coreografía por David Wilson | - Hana Ni Nare por Fumiya Sashida Coreografía por Kenji Miyamoto - Hello, I Love You por The Doors remix de Adam Freeland Coreografía por Kurt Browning |
| 2011 - 2012 | - Étude in D-sharp minor, Op. 8, n.º 12 por Aleksandr Skriabin Coreografía por Nanami Abe                                             | - O Verona (de Romeo + Juliet) por Craig Armstrong - Kissing You (de Romeo + Juliet) por Des'ree - Escape (de Plunkett & Macleane) por Craig Armstrong Coreografía por Nanami Abe                      | - White Legend (de El lago de los cisnes) por Piotr Ilich Chaikovski interpretado por Ikuko Kawai Coreografía por Nanami Abe - Somebody to Love De Justin Bieber Coreografía por Nanami Abe |
| 2010 - 2011 | - White Legend (de El lago de los cisnes) por Piotr Ilich Chaikovski interpretado por Ikuko Kawai Coreografía por Nanami Abe          | - Zigeunerweisen Por Pablo de Sarasate Coreografía por Nanami Abe | - Vertigo por U2 |
| 2009 - 2010 | - The Bait - Bare Island (de la película Misión: Imposible II) por Hans Zimmer Coreografía por Nanami Abe                             | - Rhapsody on a Theme of Paganini por Serguéi Rajmáninov Coreografía por Nanami Abe | - Change por Monkey Majik + Yoshida Brothers |

## Resultados detallados
- Las mejores marcas personales aparecen en negrita
- WD: competición abandonada

| Temporada 2021-2022        | Temporada 2021-2022                                      | Temporada 2021-2022 | Temporada 2021-2022 | Temporada 2021-2022 |
| Fecha                      | Evento                                                   | Programa corto      | Programa libre      | Total               |
| -------------------------- | -------------------------------------------------------- | ------------------- | ------------------- | ------------------- |
| 8 – 10 de marzo de 2022    | Patinaje artístico en los Juegos Olímpicos de Pekín 2022 | 8 95.13             | 3 188.06            | 4 283.21            |
| 22-26 de diciembre de 2021 | Campeonato Nacional de Japón 2021                        | 1 111.31            | 1 211.05            | 1 322.36            |

| Temporada 2020-2021        | Temporada 2020-2021                                          | Temporada 2020-2021 | Temporada 2020-2021 | Temporada 2020-2021 |
| Fecha                      | Evento                                                       | Programa corto      | Programa libre      | Total               |
| -------------------------- | ------------------------------------------------------------ | ------------------- | ------------------- | ------------------- |
| 24 – 28 de marzo de 2021   | Campeonato Mundial de Patinaje Artístico sobre Hielo de 2021 | 1 106.98            | 4 182.20            | 3 289.18            |
| 24-27 de diciembre de 2020 | Campeonato Nacional de Japón 2020                            | 1 103.53            | 1 215.83            | 1 319.36            |

| Temporada 2019-2020         | Temporada 2019-2020                       | Temporada 2019-2020 | Temporada 2019-2020 | Temporada 2019-2020 |
| Fecha                       | Evento                                    | Programa corto      | Programa libre      | Total               |
| --------------------------- | ----------------------------------------- | ------------------- | ------------------- | ------------------- |
| 4-9 de febrero de 2020      | Campeonato de los Cuatro Continentes 2020 | 1 111.82            | 1 187.60            | 1 299.42            |
| 18-22 de diciembre de 2019  | Campeonato Nacional de Japón 2019         | 1 110.72            | 3 172.05            | 2 282.77            |
| 5–8 de diciembre de 2019    | Final del Grand Prix 2019-2020            | 2 97.43             | 2 194.00            | 2 291.43            |
| 22–24 de noviembre de 2019  | Trofeo NHK 2019                           | 1 109.34            | 1 195.71            | 1 305.05            |
| 25–27 de octubre de 2019    | Skate Canada International 2019           | 1 109.60            | 1 212.99            | 1 322.59            |
| 12–14 de septiembre de 2019 | CS Autumn Classic International 2019      | 1 98.38             | 1 180.67            | 1 279.05            |

| Temporada 2018-2019         | Temporada 2018-2019                                          | Temporada 2018-2019 | Temporada 2018-2019 | Temporada 2018-2019 |
| Fecha                       | Evento                                                       | Programa corto      | Programa libre      | Total               |
| --------------------------- | ------------------------------------------------------------ | ------------------- | ------------------- | ------------------- |
| 18–24 de marzo de 2019      | Campeonato Mundial de Patinaje Artístico sobre Hielo de 2019 | 3 94.87             | 2 206.10            | 2 300.97            |
| 6–9 de diciembre de 2018    | Final del Grand Prix de 2018-2019                            | WD                  | WD                  | WD                  |
| 16–18 de noviembre de 2018  | Copa Rostelecom 2018                                         | 1 110.53            | 1 167.89            | 1 278.42            |
| 2–4 de noviembre de 2018    | Grand Prix de Helsinki 2018                                  | 1 106.69            | 1 190.43            | 1 297.12            |
| 20–22 de septiembre de 2018 | CS Autumn Classic International de 2018                      | 1 97.74             | 2 165.91            | 1 263.65            |

| Temporada 2017-2018                     | Temporada 2017-2018                       | Temporada 2017-2018 | Temporada 2017-2018 | Temporada 2017-2018 |
| Fecha                                   | Evento                                    | Programa corto      | Programa libre      | Total               |
| --------------------------------------- | ----------------------------------------- | ------------------- | ------------------- | ------------------- |
| 16–17 de febrero de 2018                | Juegos Olímpicos de invierno de 2018      | 1 111.68            | 2 206.17            | 1 317.85            |
| 20–22 de octubre de 2017                | Copa Rostelecom 2017                      | 2 94.85             | 1 195.92            | 2 290.77            |
| 20–23 de septiembre de 2017             | CS Autumn Classic International 2017      | 1 112.72            | 5 155.52            | 2 268.24            |
| Temporada 2016-2017                     |                                           |                     |                     |                     |
| Fecha                                   | Evento                                    | Programa corto      | Programa libre      | Total               |
| 20–23 de abril de 2017                  | Trofeo por equipos de la ISU 2017         | 7 83.51             | 1 200.49            | 1 - 3 284.00        |
| 29 de marzo – 2 de abril de 2017        | Campeonato Mundial de Patinaje 2017       | 5 98.39             | 1 223.20            | 1 321.59            |
| 14–19 de febrero de 2017                | Campeonato de los Cuatro Continentes 2017 | 3 97.04             | 1 206.67            | 2 303.71            |
| 7–11 de diciembre de 2016               | Final del Grand Prix de 2016–2017         | 1 106.53            | 3 187.37            | 1 293.90            |
| 25–27 de noviembre de 2016              | Trofeo NHK 2016                           | 1 103.89            | 1 197.58            | 1 301.47            |
| 28–30 de octubre de 2016                | Skate Canada International 2016           | 4 79.65             | 1 183.41            | 2 263.06            |
| 29 de septiembre – 1 de octubre de 2016 | CS Autumn Classic International 2016      | 1 88.30             | 1 172.27            | 1 260.57            |

## Historial de competiciones
| Evento                                     | 2008-09 | 2009-10 | 2010-11 | 2011-12 | 2012-13 | 2013-14 | 2014-15 | 2015-16 | 2016-17 | 2017-18 | 2018-19 | 2019-20 | 2020-21 | 2021-22 |
| ------------------------------------------ | ------- | ------- | ------- | ------- | ------- | ------- | ------- | ------- | ------- | ------- | ------- | ------- | ------- | ------- |
| Juegos Olímpicos                           |         |         |         |         |         | 1.º     |         |         |         | 1.º     |         |         |         | 4º      |
| Campeonato Mundial                         |         |         |         | 3.º     | 4.º     | 1.º     | 2.º     | 2.º     | 1.º     | WD      | 2.º     |         | 3.º     | WD      |
| Cuatro Continentes                         |         |         | 2.º     |         | 2.º     |         |         |         | 2.º     |         |         | 1.°     |         |         |
| Campeonato de Japón                        | 8.º     | 6.º     | 4.º     | 3.º     | 1.º     | 1.º     | 1.º     | 1.º     | WD      | WD      | WD      | 2.º     | 1.°     | 1.°     |
| Final del Grand Prix                       |         |         |         | 4.º     | 2.º     | 1.º     | 1.º     | 1.º     | 1.º     |         | WD      | 2.°     |         |         |
| Trofeo Éric Bompard (Grand Prix)           |         |         |         |         |         | 2.º     |         |         |         |         |         |         |         |         |
| Skate Canada International (Grand Prix)    |         |         |         |         |         | 2.º     |         | 2.º     | 2.º     |         |         | 1°      |         |         |
| Copa de Rusia/Copa Rostelecom (Grand Prix) |         |         | 7.º     | 1.º     |         |         |         |         |         | 2.º     | 1.º     |         |         | WD      |
| Trofeo NHK (Grand Prix)                    |         |         | 4.º     |         | 1.º     |         | 4.º     | 1.º     | 1.º     | WD      |         | 1.°     |         | WD      |
| Copa de China (Grand Prix)                 |         |         |         | 4.º     |         |         | 2.º     |         |         |         |         |         |         |         |
| Grand Prix de Helsinki (Grand Prix)        |         |         |         |         |         |         |         |         |         |         | 1°      |         |         |         |
| Autumn Classic (Challenger Series)         |         |         |         |         |         |         |         | 1.º     | 1.º     | 2.º     | 1.º     | 1.°     |         |         |